# Jaroslava Mahučichová
Jaroslava Mahučichová (ukrajinsky Яросла́ва Олексі́ївна Магучіх, Jaroslava Oleksijivna Mahučich, * 19. září 2001 Dnipro) je ukrajinská výškařka, od července 2024 držitelka světového rekordu výkonem 210 cm. Během kariéry se stala olympijskou vítězkou na pařížských hrách 2024, mistryní světa v hale i pod širým nebem a evropskou šampionkou.

## Sportovní kariéra
Se skokem do výšky začala ve třinácti a během dvou let se výrazně zlepšila. Na mistrovství světa do 18 let v Nairobi v roce 2017 získala jako 15letá zlatou medaili výkonem 192 cm, který byl do té doby jejím nejlepším, a vyrovnala neoficiální světový rekord pro výškařky jejího věku. Ve stejné sezóně na Evropském olympijském festivalu mládeže v Győru vyhrála výkonem 189 cm. V roce 2018 skočila na mistrovství Evropy do 18 let nový rekord mistrovství v hodnotě 194 centimetrů a s pohodlným náskokem 10 centimetrů získala zlatou medaili. V říjnu 2018 zvítězila na Olympijských hrách mládeže v Buenos Aires. V jednom ze dvou kol si vylepšila osobní maximum na 195 centimetrů. Tuto hodnotu překonala o měsíc později, když přeskočila 196 centimetrů na halovém mítinku v Minsku.
V ročníku 2019 halového okruhu skočila 199 cm na Hustopečském skákání, čímž vyrovnala juniorský rekord Vashti Cunninghamové. Na venkovním mítinku Diamantové ligy v Dauhá skočila 196 cm a stala se ve věku 17 let a 226 dní nejmladší vítězkou závodu Diamantové ligy. Na zářijovém mistrovství světa v Dauhá získala stříbrnou medaili skokem do výšky 204 centimetrů, což byl nový juniorský světový rekord.
V sezóně 2020 překonala halový rekord do dvaceti let dvakrát, výkony 201 cm při závodě ve Lvově a 202 cm na mítinku v Karlsruhe. Na halovém mítinku v Banské Bystrici v únoru 2021 skočila osobní maximum 206 cm. Tato výška byla při halovém závodě zaznamenána naposledy v roce 2012 a výš, konkrétně 208 cm, skočila pouze Kajsa Bergqvistová v roce 2008. Na srpnových olympijských hrách dosáhla na bronzovou medaili výkonem 200 cm.
Během ruské invaze na Ukrajinu zahájené v únoru 2022 trávila čas v krytu a na březnové halové mistrovství světa do Bělehradu, kde s výkonem 202 centimetrů vyhrála zlatou medaili, jela z Dnipra tři dny autem. Na bruselském mítinku Diamantové ligy, kterou v roce 2022 vyhrála, vylepšila svůj osobní venkovní rekord na 205 centimetrů.
V roce 2023 zvítězila na mistrovství světa v Budapešti (201 cm) i na halovém mistrovství Evropy.
Na pařížském mítinku Diamantové ligy, konaném na Stade Sébastien-Charléty, překonala 7. července 2024 výkonem 210 cm světový rekord, který držela  Stefka Kostadinovová od Mistrovství světa 1987.
4.srpna 2024 se Jaroslava stala v Paříži Olympijskou vítězkou výkonem 200 cm a získala tak poslední velký titul, který jí ve sbírce chyběl. 26. října se stala evropskou atletkou roku 2024.

### Osobní rekordy
Stala se devátou výškařkou historie, která překonala výšku 205 cm v hale i pod širým nebem. Totéž před ní dokázaly Bulharka Stefka Kostadinovová, Němky Heike Henkelová a Ariane Friedrichová, Švédka Kajsa Bergqvistová, Belgičanka Tia Hellebautová, Chorvatka Blanka Vlašičová a Rusky Anna Čičerovová a Marija Lasickeneová.
- hala – 206 cm – 2. února 2021, Banská Bystrica
- venku – 210 cm – 7. července 2024, Paříž   (světový rekord)